# Национален отбор по футбол на Великобритания
Националният отбор на Великобритания по футбол (на английски: United Kingdom national football team) представя страната на международни срещи.
Ветеранът на „Манчестър Юнайтед“ Райън Гигс ще бъде капитан на Великобритания по време на Олимпиадата в Лондон, потвърди наставникът на тима Стюарт Пиърс.
Гигс, носител на 12 титли от Висшата лига с Манчестър Юнайтед, както и на 2 трофея от Шампионската лига, ще се състезава на първия си международен турнир.
Уелсецът е един от тримата футболисти над 23 години, които получиха право да участват на Игрите с тима на Великобритания. Другите двама са Крейг Белъми от Ливърпул и Мика Ричардс от Манчестър Сити.
„Очевидно е, че имам опит и има много млади играчи в този състав. Като капитан се надявам да им предам знанията си“, сподели Гигс.
Великобритания ще изиграе първия си мач от половин век насам, когато излезе срещу Бразилия на стадион „Ривърсайд“. Kонтролата, която е подготовка за Игрите, е на 20 юни.